# David Farnham Emery
David Farnham Emery (ur. 1 września 1948 w Rockland w stanie Maine) – amerykański polityk związany z Partią Republikańską.
W latach 1975–1983 przez cztery dwuletnie kadencje Kongresu Stanów Zjednoczonych był przedstawicielem pierwszego okręgu wyborczego w stanie Maine w Izbie Reprezentantów Stanów Zjednoczonych.